# ماگلای
ماگلای (به لاتین: Maglaj) یک منطقهٔ مسکونی در بوسنی و هرزگوین است که در کانتون زنیتسا-دوبوی واقع شده‌است. ماگلای ۲۹۰ کیلومتر مربع مساحت و ۲۴٬۹۸۰ نفر جمعیت دارد.